# Virtual Appliance
Virtual Appliances sind direkt einsetzbare und vorkonfigurierte virtuelle Maschinen. Sie können im OVF-Standard (Open Virtualization Format) verteilt und auf allen Betriebssystemen mit Hypervisor ausgeführt werden. Sie beinhalten ein durch den Ersteller der virtual Appliance gewähltes Betriebssystem mit notwendigen Anwendungen und der entsprechenden Konfiguration des Gesamtsystems (Virtuelle Maschine plus Anwendungsanteile).

## Einsatzgebiete und Nutzen
Virtual Appliances bieten dem Nutzer die Möglichkeit sehr schnell eine bereits vorkonfigurierte Systemumgebung oder Anwendung ausprobieren zu können. Besonderes Fachwissen rund um die Installation und Konfiguration ist lediglich beim Ersteller einer virtual Appliance, nicht aber beim Nutzer, erforderlich.
- Einmal eingerichtet können sie auf unterschiedlichen Umgebungen, bei gleichem Aussehen und Verhalten, ausgeführt werden.
- Der Nutzer von virtual Appliances muss nicht über das Fachwissen verfügen, die darin bereitgestellte Anwendung zu installieren oder einzurichten.
- Im Fehlerfall kann die virtual Appliance durch den Nutzer leicht wieder auf Anfangskonfiguration zurückgesetzt werden.
- Vereinfacht Support, da unterschiedliche lokale Betriebssystemkonfigurationen des Nutzers nur sehr begrenzt Einfluss haben.
- Die Pflege und Aktualisierung von virtual Appliances werden zentral übernommen und aktualisierte Appliances den Nutzern zur Verfügung gestellt.
- Unabhängig vom Betriebssystem des Nutzers und Unterstützung unterschiedlicher Virtualisierungsschichten (Hypervisor).

Beispiele für virtual Appliances sind direkt einsetzbare Wordpress Installationen, Datenbanksysteme oder eine vorkonfigurierte Software Entwicklungsumgebung für eine bestimmte Programmiersprache.
Mögliche Nachteile von virtual Appliances sind die begrenzten Anpassungsmöglichkeiten der Grundkonfiguration durch den Nutzer. Eventuelle kleine Anpassungen seitens des Nutzers gehen mit einer neuen Version der virtual Appliance verloren. Da der Nutzer das System auch nicht selbst eingerichtet hat, fehlt es möglicherweise an Transparenz, was Sicherheitsbedenken aufbringen kann.
Virtual Appliances können auf lokalen Computern mit Hypervisor Programmen ausgeführt werden oder sie werden analog zu einer, als Server genutzten, virtuellen Maschine als Dienst in der Cloud oder einem Rechenzentrum in Anspruch genommen. Dies wird häufig als „Infrastructure as a service“ (IaaS) bezeichnet.

## Dateiformate
Virtuelle Appliances werden dem Nutzer als Dateien zur Verfügung gestellt. Das am häufigsten verwendete Dateiformat ist das Open Virtualization Format (OVF). Es kann auch als Open Virtual Appliance (OVA) vertrieben werden, das Dateiformat .ova ist austauschbar mit .ovf. Die Distributed Management Task Force (DMTF) veröffentlicht die Dokumentation der OVF-Spezifikation.[1] Die meisten Virtualisierungsplattformen, darunter die von VMware, Microsoft, Oracle und Citrix, können virtuelle Appliances aus einer OVF-Datei heraus installieren.